# Gonzalo Bazán (futbolista)
Gonzalo Ismael Bazán (La Rioja, Provincia de La Rioja, Argentina; 5 de mayo de 1989) es un futbolista argentino. Jugaba de mediocampista o delantero y su último equipo fue Chacarita Juniors.

## Trayectoria

### Inferiores y San Lorenzo de Almagro
Se inició a los 6 años en el Club Defensores de la Boca de La Rioja.[cita requerida] Tras una larga estancia en inferiores y algunos partidos en la Selección de fútbol sub-20 de Argentina, debutó en la primera del "Ciclón" el 4 de julio de 2009 ante Argentinos Juniors. Este partido terminó para San Lorenzo por 3 tantos contra 0.[cita requerida]
El 30 de septiembre de 2009 debutaba internacionalmente en la Copa Sudamericana ante el Club Cienciano del Cusco de Perú, partido que ganaría el San Lorenzo por dos a cero.[cita requerida]

### Independiente Rivadavia, Atlético Tucumán y Ferro Carril Oeste
En enero de 2011, fue cedido en préstamo sin opción de compra a Independiente  Rivadavia de la Primera B Nacional junto a sus compañeros Damián Martínez y Axel Juárez, retornando a su club de origen seis meses después, luego de cumplir una destacada actuación en Mendoza.[cita requerida]
A mediados de 2013, fue cedido al Club Atlético Tucumán, de la Primera B Nacional por una temporada.[cita requerida]
En 2014 vuelve a San Lorenzo de su cesión, pero el jugador queda libre y a pesar de haber estado cerca de firmar vínculo con el Club Nueva Chicago, el jugador finalmente arregló con Ferro Carril Oeste para reemplazar a Marcos Acuña, jugador de la cantera del club y flamante incorporación de Racing Club.
Su primera presentación en la entidad de Caballito fue el 17 de julio de 2014 en un amistoso contra Arsenal de Sarandí, donde fue el autor de un gol a los pocos minutos de haber ingresado.[cita requerida]

## Estadísticas
| San Lorenzo de Almagro Argentina                                             |               |               |     |    |    |   |   |    |     |      |      |
| 1.ª                                                                          | 2008-09       | 1             | 0   | —  | —  | 4 | 0 | 5  | 0   | 0,00 |      |
| 1.ª                                                                          | 2009-10       | 10            | 0   | —  | —  | — | — | 10 | 0   | 0,00 |      |
| 1.ª                                                                          | 2010-11       | 1             | 0   | —  | —  | — | — | 1  | 0   | 0,00 |      |
| Total club                                                                   | Total club    | 12            | 0   | 0  | 0  | 4 | 0 | 16 | 0   | 0,00 |      |
| Independiente Rivadavia Argentina                                            |               |               |     |    |    |   |   |    |     |      |      |
| 2.ª                                                                          | 2010-11       | 16            | 1   | —  | —  | — | — | 16 | 1   | 0,06 |      |
| Total club                                                                   | Total club    | 16            | 1   | 0  | 0  | 0 | 0 | 16 | 1   | 0,06 |      |
| San Lorenzo de Almagro Argentina                                             |               |               |     |    |    |   |   |    |     |      |      |
| 1.ª                                                                          | 2011-12       | 26            | 0   | —  | —  | — | — | 26 | 0   | 0,00 |      |
| Total club                                                                   | Total club    | 26            | 0   | 0  | 0  | 0 | 0 | 26 | 0   | 0,00 |      |
| Instituto Argentina                                                          |               |               |     |    |    |   |   |    |     |      |      |
| 2.ª                                                                          | 2012-13       | 28            | 2   | 2  | 1  | — | — | 30 | 3   | 0,10 |      |
| Total club                                                                   | Total club    | 28            | 2   | 2  | 1  | 0 | 0 | 30 | 3   | 0,10 |      |
| Atlético Tucumán Argentina                                                   |               |               |     |    |    |   |   |    |     |      |      |
| 2.ª                                                                          | 2013-14       | 27            | 2   | —  | —  | — | — | 27 | 2   | 0,07 |      |
| Total club                                                                   | Total club    | 27            | 2   | 0  | 0  | 0 | 0 | 27 | 2   | 0,07 |      |
| Ferro Carril Oeste Argentina                                                 |               |               |     |    |    |   |   |    |     |      |      |
| 2.ª                                                                          | 2014          | 11            | 2   | 1  | 0  | — | — | 12 | 2   | 0,17 |      |
| 2.ª                                                                          | 2015          | 39            | 4   | 3  | 0  | — | — | 42 | 4   | 0,10 |      |
| Total club                                                                   | Total club    | 50            | 6   | 4  | 0  | 0 | 0 | 54 | 6   | 0,11 |      |
| Arsenal Argentina                                                            |               |               |     |    |    |   |   |    |     |      |      |
| 1.ª                                                                          | 2016          | 15            | 2   | 2  | 0  | — | — | 17 | 2   | 0,12 |      |
| 1.ª                                                                          | 2016-17       | 12            | 0   | 1  | 0  | 1 | 0 | 14 | 0   | 0,00 |      |
| Total club                                                                   | Total club    | 27            | 2   | 3  | 0  | 1 | 0 | 31 | 0   | 0,00 |      |
| Sarmiento (J) Argentina                                                      |               |               |     |    |    |   |   |    |     |      |      |
| 2.ª                                                                          | 2017-18       | 23            | 5   | 2  | 0  | — | — | 25 | 5   | 0,20 |      |
| Total club                                                                   | Total club    | 23            | 5   | 2  | 0  | 0 | 0 | 25 | 5   | 0,20 |      |
| Gimnasia (M) Argentina                                                       |               |               |     |    |    |   |   |    |     |      |      |
| 2.ª                                                                          | 2018-19       | 16            | 1   | —  | —  | — | — | 16 | 1   | 0,06 |      |
| Total club                                                                   | Total club    | 16            | 1   | 0  | 0  | 0 | 0 | 16 | 1   | 0,06 |      |
| Total carrera                                                                | Total carrera | Total carrera | 225 | 19 | 11 | 1 | 5 | 0  | 241 | 20   | 0,08 |
| (1) Incluye datos de Copa Argentina. (2) Incluye datos de Copa Sudamericana. |               |               |     |    |    |   |   |    |     |      |      |